# Förnamalar
Förnamalar, Blastobasidae, är en familj av fjärilar som beskrevs av Edward Meyrick, 1894. Förnamalar ingår i överfamiljen Gelechioidea, ordningen fjärilar (Lepidoptera), klassen egentliga insekter (Insecta), fylumet leddjur (Arthropoda) och riket djur (Animalia).  Enligt Catalogue of Life omfattar familjen Blastobasidae 443 arter. 

## Bildgalleri

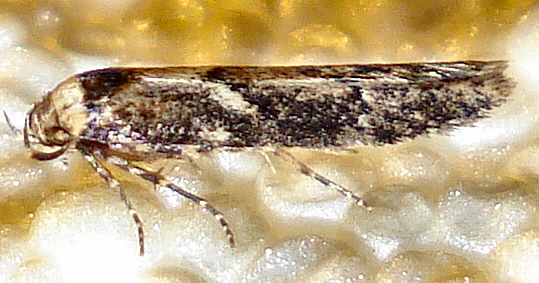
Blastobasis adustella
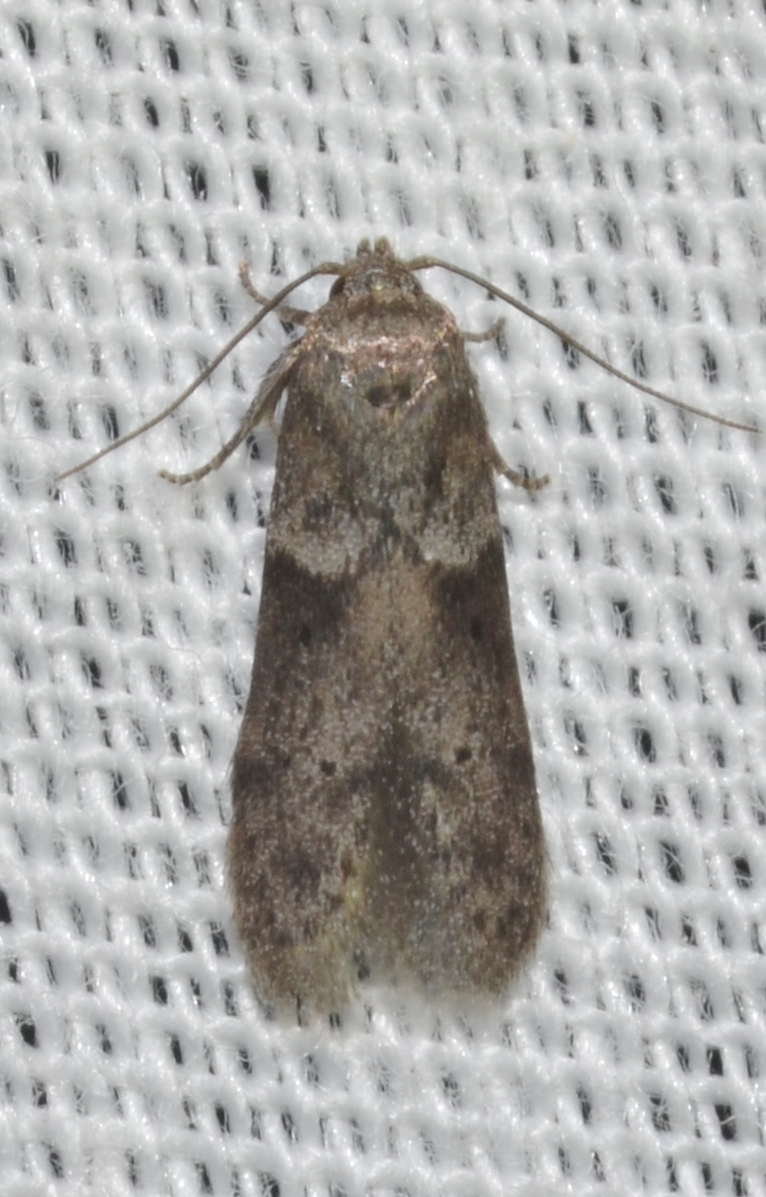
Auximobasis glandulella
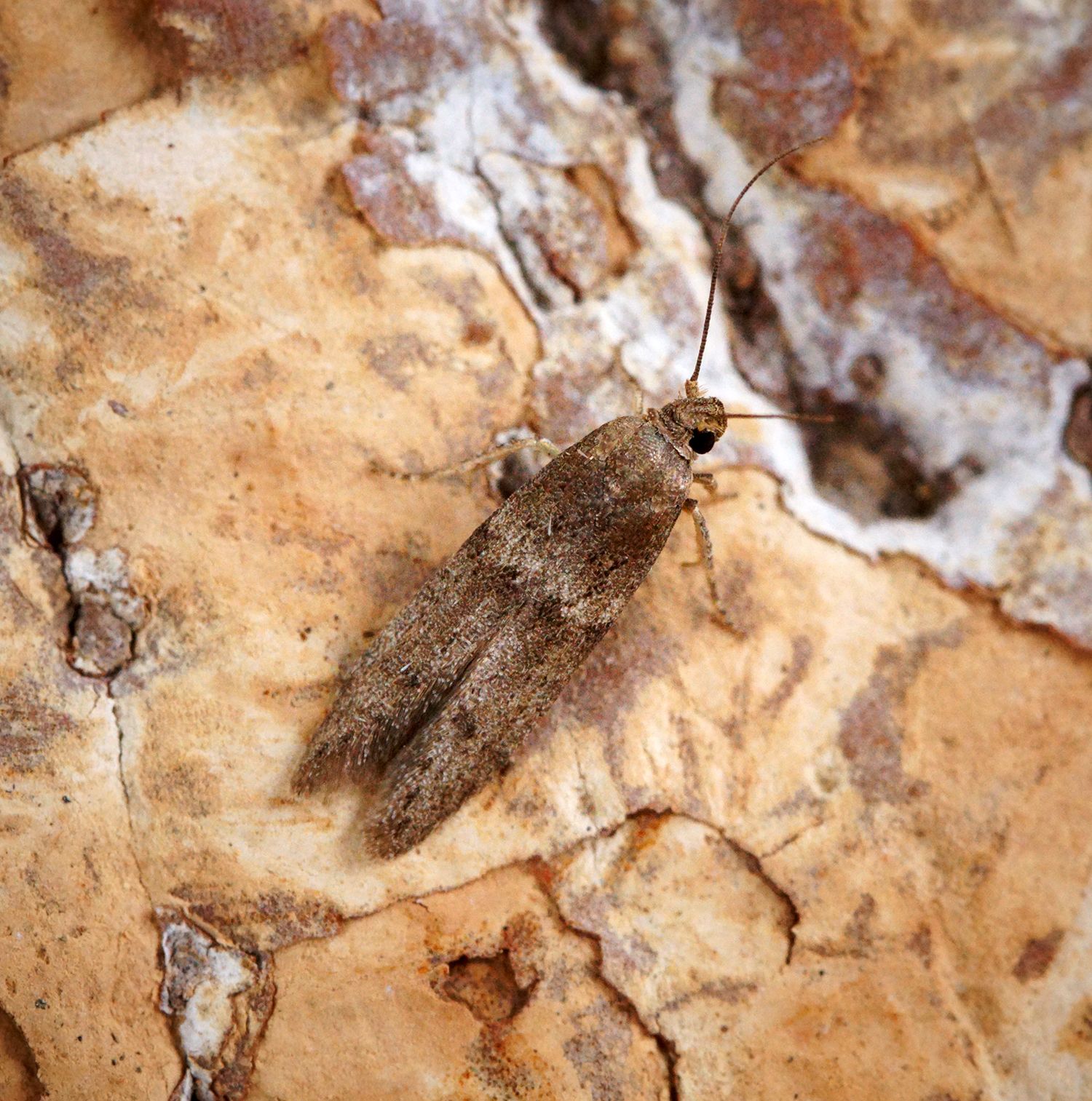
Blastobasis phycidella
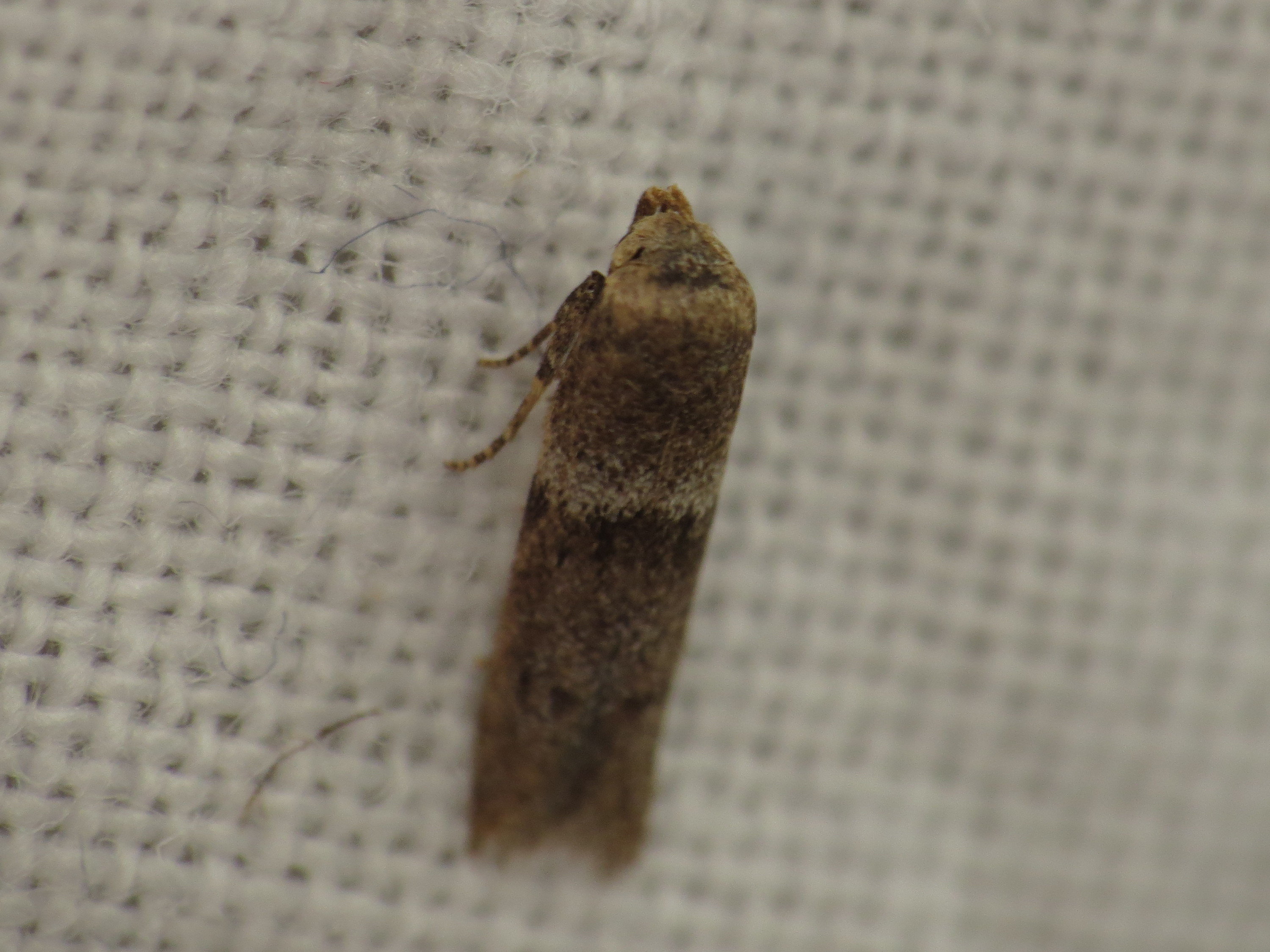
Blastobasis scotia
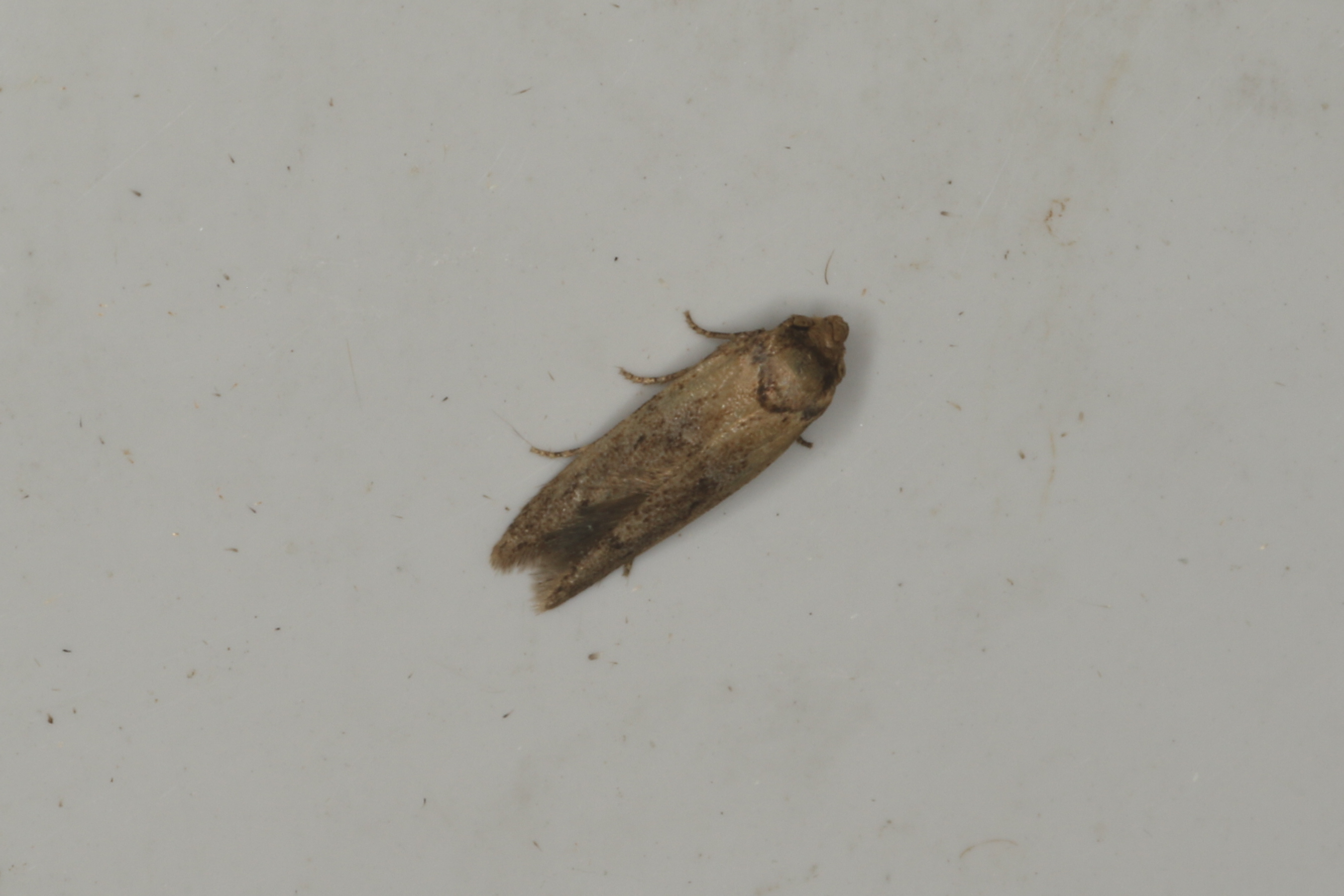
Blastobasis tarda
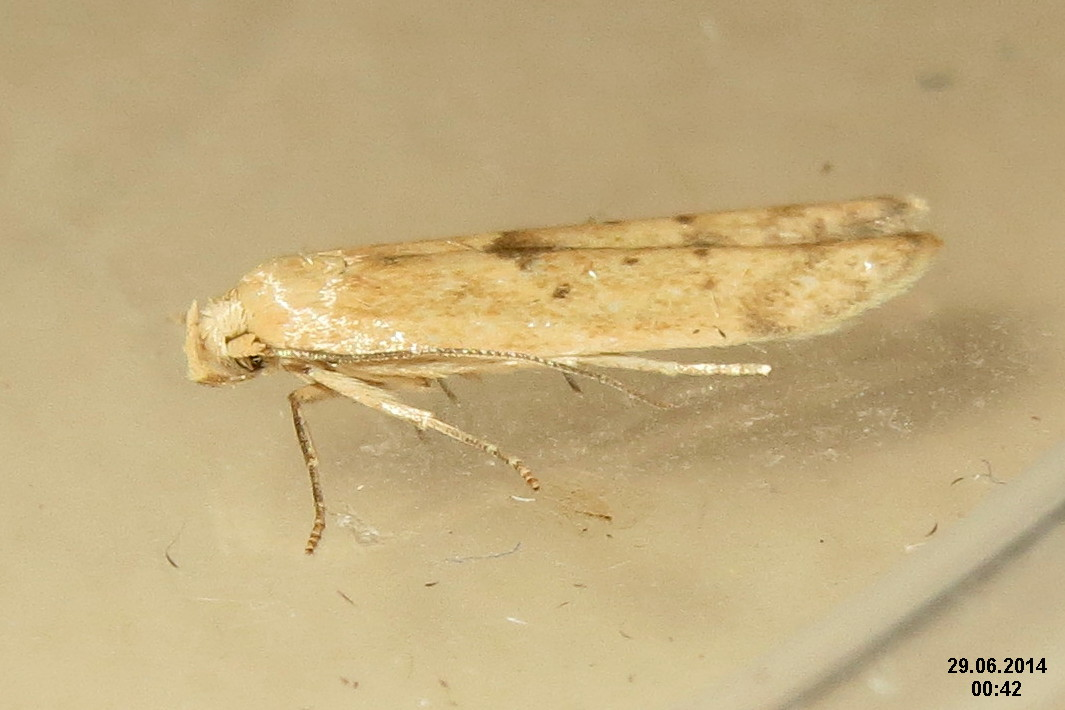
Blastobasis lacticolella

## Dottertaxa, underfamiljer och släkten, till Blastobasidae, i alfabetisk ordning[1]
- Blastobasinae Meyrick, 1894
  - Asaphocrita Meyrick, 1931
  - Auximobasis Walsingham, 1892
  - Barbaloba Adamski, 2013
  - Blastobasis Zeller, 1855
  - Calosima Dietz, 1910
  - Coniogenes Meyrick, 1936
  - Critoxena Meyrick, 1930
  - Docostoma Diakonoff, 1955
  - Eubolepia Dietz, 1910
  - Exinotis Meyrick, 1916
  - Hallicis Adamski, 2013
  - Holcocerina McDunnough, 1961
  - Hypatopa Walsingham, 1907
  - Iconisma Walsingham, 1897
  - Koleps Adamski, 2013
  - Lateantenna Amsel, 1968
  - Megaceraea Rebel, 1940
  - Metallocrates Meyrick, 1930
  - Neoblastobasis Kuznetzov & Sinev, 1985
  - Oroclintrus Gozmány, 1957
  - Pheos Adamski, 2013
  - Pigritia Clemens, 1860
  - Prosintis Meyrick, 1916
  - Pseudokoleps Adamski, 2013
  - Pseudopigritia Dietz, 1900
  - Syncola Meyrick, 1916
  - Tecmerium Walsingham, 1907
  - Xenopathia Rebel, 1901
- Holcocerinae Adamski & Brown, 1989
  - Holcocera Clemens, 1863